# Paola Yacoub
Paola Yacoub (Beirut, 1966) és una artista libanesa establerta a Beirut i Berlín.
Sovint treballa amb Michel Lasserre. Arquitectes de formació, els seus treballs parteixen de l'estudi dels territoris i analitzen les seves implicacions històriques, polítiques, estètiques i emocionals. Yacoub i Lasserre documenten les seves incursions en l'espai amb fotografies, vídeos, enregistraments sonors, mapes i textos, que després editen en uns muntatges audiovisuals molt dinàmics. Les seves investigacions s'han centrat especialment en els territoris del Líban.